# ジャック・ルネ・エベール
ジャック＝ルネ・エベール（フランス語: Jacques René Hébert, 1757年11月15日 - 1794年3月24日）は、フランス革命時のジャーナリストで政治活動家。山岳派のエベール派のリーダー。

## 人物略歴
アランソンの裕福な金銀細工師の子として生まれる。18歳の時、近所の未亡人をめぐる恋愛トラブルから、恋敵を中傷するビラを街頭に貼り出したとして名誉毀損で訴えられ、両親の遺産も使い果たして放浪ののちパリに出る。パリでは劇場の検札係などの職を転々とする困窮した生活を送った。
いくつかの政治パンフレットを匿名で発表した後、1790年に新聞「デュシェーヌ親父」を創刊。反動的な王党派やブルジョワジー寄りの政策を推進する右派の政治家などを卑語を駆使して激しく攻撃し、サン・キュロットの代弁者として頭角を現した。
1791年にコルドリエ・クラブに加入。会費等の事情でジャコバン・クラブに入る事が困難なサン・キュロットが集まっていた同クラブを拠点に、民衆蜂起などの大衆行動を組織することでジロンド派の追放とジャコバン派独裁に貢献した。1793年7月にジャン＝ポール・マラーが暗殺され、続いてサン・キュロットの支持をめぐってライバル関係にあったアンラジェ（過激派）が革命政府の弾圧によって壊滅するとその支持者を吸収し、彼らに代わるサン・キュロットの指導者としての地位を確固たるものにした。
1792年の8月10日事件の後パリ・コミューンの検事代理に選ばれ、恐怖政治の強化を主張して手始めにマリー・アントワネットへの有罪判決と処刑を求め、タンプル塔に幽閉されているルイ17世の後見人にジャコバン派でコミューンのメンバーでもあった靴屋アントワーヌ・シモンを指名してシモンらとルイ17世を虐待、洗脳し「マリー・アントワネットとエリザベート内親王はルイ17世と近親相姦を行っていた」というでっちあげの書類にサインをさせ、その裁判の席でマリー・アントワネットを憤激させた。「デュシェーヌ親父」における攻撃や検事代理としての告発によって恐怖政治の維持に貢献する一方、キリスト教を廃して「理性の崇拝」と称される無神論的な祭典（「理性の祭典」）を監修した。
ジャコバン派内部でも非主流の急進派として同派でも中道寄りのマクシミリアン・ロベスピエールや右派のジョルジュ・ダントンとは一線を画した立場にあり、特にブルジョワジーとのつながりが深く、恐怖政治の緩和を求めるダントン派とは対立していた。1793年11月にフランス東インド会社の清算をめぐる大規模な汚職事件（東インド会社事件）が発覚すると、これに関与していたダントン派のバジールやシャボ、ファーブル・デクランティーヌらを次々に告発、投獄させた。しかしダントンと、かねてよりエベールの急進主義を行き過ぎとして警戒していたロベスピエールの反撃を受け、さらにダントン派のスポークスマンであったデムーランからは、貧民の味方として富者を攻撃していたエベールが、実際にはパリ在住の外国人銀行家と親密な関係にあり、また「デュシェーヌ親父」を軍に大量購読させて巨額の利益を得ていたことを暴露されて窮地に陥り、1794年3月、ロベスピエールやダントンらを打倒すべくコルドリエ・クラブの同志に蜂起を呼びかけたが失敗。3月14日に、陸軍省事務総長のフランソワ＝ニコラ・ヴァンサン、コルドリエ・クラブ議長のアントワーヌ＝フランソワ・モモロ、革命軍司令官のシャルル＝フィリップ・ロンサンと共に逮捕された。3月21日に革命裁判にかけられ、3月24日の朝に死刑宣告がなされた。快晴だった同日の午後4時半から革命広場にて処刑が行われ、同志とともにギロチンにより、当日処刑された19人中、午後5時15分、一番最後に首を刎ねられた。首が刎ねられた際は広場の群衆が一斉に「共和国万歳」と叫んで手を叩き、熱狂のあまり帽子を放り投げる者もいた。処刑時の住所はクール・デ・ミラクル在住だった。エベールにはグピという名の妻がいたが、エベールの処刑から約1か月後の4月13日午後7時に同広場にて処刑されている。
遺体はマドレーヌ墓地に埋葬されたが、後に墓地の閉鎖に伴って、遺骨はカタコンブ・ド・パリに移送されている。